# ウォルシュ兄弟

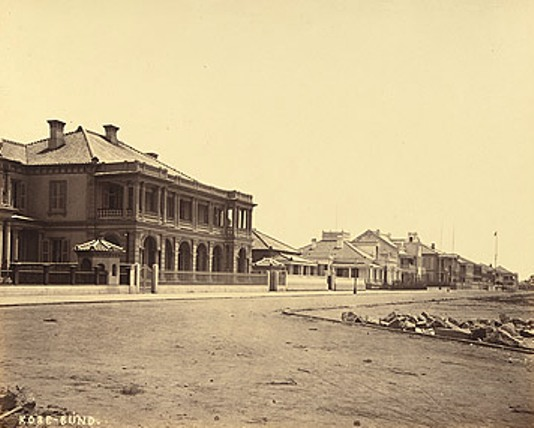
神戸外国人居留地2番にあったウォルシュ商会。1872年。

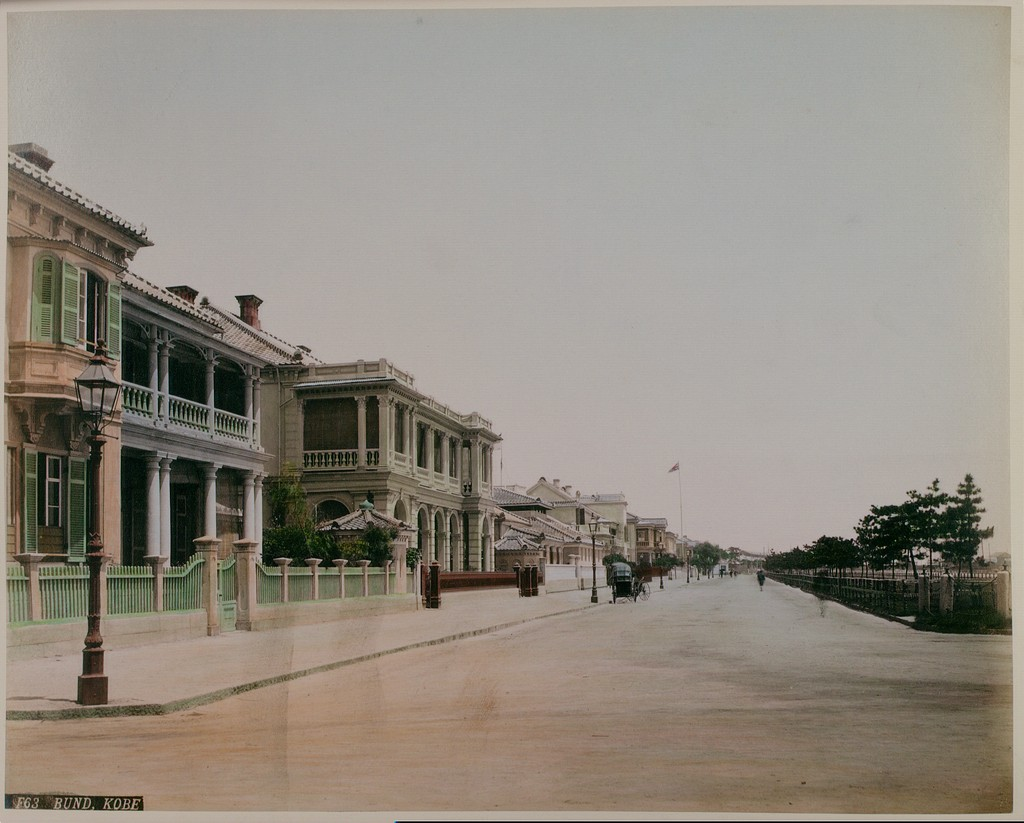
左から2軒目の建物がウォルシュ商会。

ウォルシュ兄弟（ウォルシュきょうだい）は、幕末から明治にかけて日本で活躍したアメリカ合衆国出身の実業家兄弟。外国人居留地で経営したウォルシュ商会（Walsh and Company、のちにWalsh, Hall and Company）は、日本で初めて成功したアメリカ企業のひとつ。兄はトーマス・ウォルシュ（Thomas Walsh、1827年 - 1900年）、弟はジョン・ウォルシュ（John Greer Walsh、1829年7月27日 - 1897年8月16日）。ジョンはアメリカ合衆国初代長崎駐在領事も兼務した。その下の弟のリチャード（Richard James Walsh、1831年 - 1881年）、ロバート（Robert George Walsh、1841年 - 1886年）も事業を補佐した。

## 経歴
出生
ニューヨーク州ヨンカーズのアイルランド移民の子として生まれる。兄弟はアジアで実業家として成功することを夢見、上海で貿易業を営んだ。
来日
1854年に長崎居留地が設けられると兄弟4人で1855年ごろに長崎に移住し、貿易業及び保険業を営んだ。
ウォルシュ商会は長崎で幕末の志士たちとも商取引を行い、坂本龍馬の亀山社中が1866年（慶應2年）に薩摩藩の後援で購入した艦船「太極丸」は、ウォルシュ商会のプロシア商人チョルチから購入しているが、保険料の問題か航行できなくなっている。
1859年から1965年までジョンは、アメリカ合衆国の総領事タウンゼント・ハリスから任命されて初代長崎駐在領事も務めた。ただし、無給だったようである。
横浜港が開港した1859年に、樟脳、金、絹、茶を扱う商社として、トーマスとジョンがジョージ・ホール（George Rogers Hall、1820年 - 1899年）とともにウォルシュ・ホール商会を設立。ジョージ・ホールはハーバード大学医学大学院出身の医師。横浜居留地にもいち早く進出した（商館が居留地1番地にあったため、「亜米一(あめいち)」と呼ばれた）。1862年にジョージ・ホールが帰国することになり、その後任に、グイド・フルベッキらとともに来日したフランシス・ホールを経営陣に加えた。1862年にラッセル商会が設立した海上保険会社の上海港揚子保険会社（the Yangtze Insurance Association）の日本代理店としても営業した。
三菱の創業者、岩崎弥太郎と懇意になり多くの仕事を手掛けるほか、のちに三井物産の創業者となる益田孝を1年ほど雇っていた。高田商会の前身であるベア商会のマルチン・ベア（Martin Behr、原田熊雄の祖父）も同時期に働いていた。
1868年に神戸外国人居留地が設置されると同居留地でも営業を開始。なお、神戸外国人居留地に商館を構えた直後、兄弟は1871年から1872年にかけて神戸へ移住した。長兄リチャードの妻とその兄も1874年ごろから神戸で暮らした。
1868年にはまた、のち陶器やガラス産業を発達させたドイツ人工学者のゴットフリード・ワグネルを長崎に招聘した。
ウォルシュ商会は日本へは武器や軍艦を売り、日本からは生糸や食品を輸出した。ほか、神戸では木綿のボロを製紙原料として欧米に輸出する事業を手がけ、収益を挙げた。

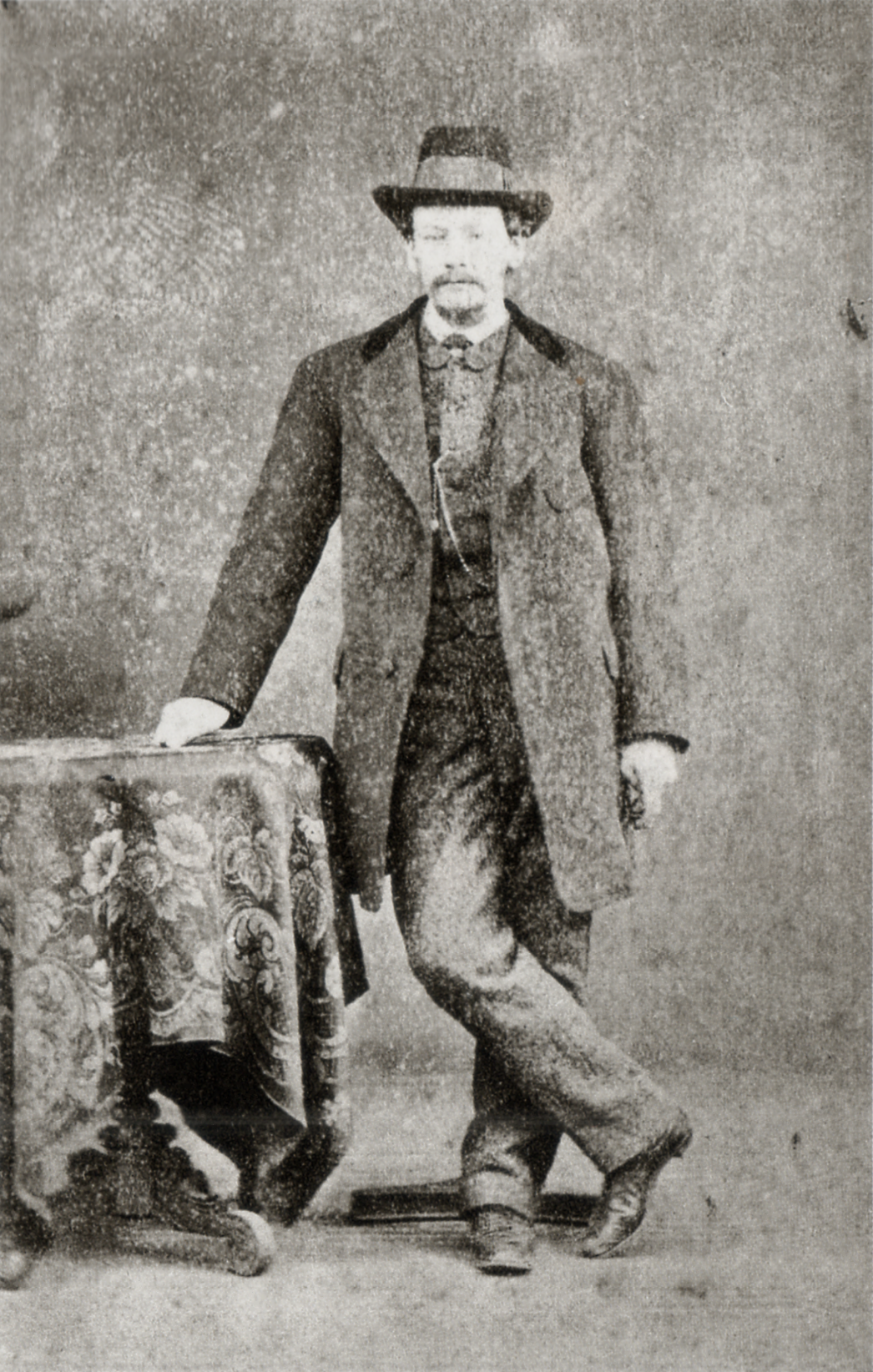
「ロバート・ジョージ・ウォルシュの肖像」(文久2年12月、下岡蓮杖撮影)

当時木綿は藍染めされていたため、色素を抜くために石灰を混ぜて固めた状態で輸出していたが、石灰が木綿に含まれる水分と化学反応を起こして発熱し、輸送中に発火する事故が多発していた。そこで兄弟は木綿をパルプ状にして輸出する手法を考案した。製紙業を本格化させるため、1875年に二人の弟のロバートをアメリカに研修に出し、翌1876年には神戸外国人居留地近くの三宮1丁目に元イギリス公使のラザフォード・オルコックとの共同出資により製紙工場（神戸製紙所）を建設し、アメリカから製紙機械を輸入して紙の製造を始めた。神戸製紙所は輸入製品の不当廉売に苦しみ、経営に行き詰まりを見せたが長崎時代に親交のあった岩崎弥太郎から資金援助を得て操業を続けた。
兄弟は次第に事業の軸足を製紙業に移すようになったが、1897年8月にジョンが神戸で急死。弟の死にショックを受けたトーマスは事業への情熱を失い、製紙所を岩崎久弥に譲渡した。トーマスは事業譲渡後に日本を去り、スイスへ移住した。
横浜本社
商会の取締役を引き継いだアーサー・オーティス・ゲイ（Arthur Otis Gay、1819年8月31日 - 1901年7月20日）は1899年、本社を神戸商館から横浜商館に移転した。
神戸外国人居留地2番地にあったウォルシュ・ホール商会の建物は、開港当初の神戸外国人居留地における典型的な建築物（2階建てで2階にベランダがあり、オーダーが設置されている）の一つとして知られている。商館はメリケン波止場前（現海岸ビルの西隣）にあったが、のちに香港上海銀行に売却された。
神戸市立外国人墓地にはジョンの墓がある。
神戸製紙所は現在三菱製紙として存続している。

## 家族
多くの在日外国人商人と同様に、1862年ごろにジョンは日本人女性のヤマグチ・リンと結婚し、娘アイコ（1864-1910）をもうけた。

## 関係者
- マルティン・ベア（フランス語版）
- ロバート・W・アーウィン - 1870年から1874年まで同商会で働き、益田孝と一時同僚だった[10]。
- 益田孝
- 伊藤八兵衛 - 渋沢栄一の義理の父にあたり、ウォルシュ・ホール商会に投資し損害を与えられたとして訴訟を起こした。